# Суховоля (Золочевский район)
Суховоля (укр. Суховоля) — село в Бродовской городской общине Золочевского района Львовской области Украины.
Население по переписи 2001 года составляло 1192 человека, по данным 2023 года составляло 998 человек. Занимает площадь 4,126 км². Почтовый индекс — 80652. Телефонный код — 3266.